# カルトっQ!丸刈りータ☆で大脱走
『カルトっQ!丸刈りータ☆で大脱走』（かるとっキュー まるがりータでだいだっそう、原題：Super Best Friends）はアメリカのコメディ・セントラルのテレビアニメシリーズ『サウスパーク』の第68話（シーズン5第3話）である。2001年7月4日に放送された。監督・脚本は共にトレイ・パーカー。
内容は新興のカルト宗教への風刺が趣旨であるが、それに対抗する存在として伝統的な宗教の開祖や主神によるヒーローチーム「スーパー・ベスト・フレンズ」が初登場する。この中には、イスラム教の預言者であるムハンマドも含まれているが、そのためにイスラム教の教えである偶像崇拝の禁止に触れて物議を醸し、一般に再放送などはされない回である。また、このグループには、新宗教であるモルモン教のジョセフ・スミスや、アクアマン（アメコミのヒーロー）に似たシーマン（Sea Man）も含まれているといったジョークもある。
後の200回記念回である『200』『201』（シーズン14第2話、第3話）でスタンの言う「デビッド・ブレインの宗教団体の件」とはこのエピソードのことである。

## あらすじ
ストリート・マジシャンのデビッド・ブレインがサウスパークを訪れ、スタン、カイル、カートマン、ケニーら町の住民を鮮やかな手品で魅了する。「セミナーに参加すれば同じように手品が使えるようになる」という宣伝文句を信じた四人はセミナーに赴くが、実はそれはブレインが教祖を務める新興宗教団体「ブレイントロジー」の罠であり、四人とも司会者の言うがまま入信してしまう。
おかしいと感じたスタンはすぐに脱会するものの、完全に洗脳されたカイルは残ることを宣言する。教団から命を狙われたスタンはイエス・キリストに相談し、かねてよりカルト教団に危機感を持っていたイエスは快く協力する。
スタンとイエスはデンバーでのブレインのショーに乱入し、パンと魚を増やす奇跡を行うことで彼に挑戦する。しかし、古臭く胡散臭いイエスの手品よりブレインの鮮やかな手品の方が高く評価され、スタンらの目論見は失敗してしまう。ブレインの実力を知ったイエスは自分一人では手に負えないことを認め、自分が所属する正義の宗教者団体「スーパー・ベスト・フレンズ」で対処することを決める。
同じ頃、ブレイントロジーは連邦政府に対し免税特権のある正式な宗教団体と認定されるため活動を行っていたが却下されたため、すべてのブレイントロジストにワシントンD.C.で抗議の集団自殺を実行するよう命令する。これを聞いたカイルは教団が間違っていることに気付き、一緒に脱会しようとカートマンを説得するが、カートマンの裏切りによって透明なガラス製のドームに閉じ込められ、集団自殺に参加することを余儀なくされる。
リンカーン記念館前に集結した信者たちはリフレクティング・プールで入水自殺を決行し始める（しかし、池の水深は1フィートしかないため、うつ伏せになって死ぬまで我慢する必要がある）。次々と信者たちが自殺する中、カートマンはカイルのドームにホースで水を入れて溺死させようとする。そこへスーパー・ベスト・フレンズが到着し、ブレインを止めようとするが、ブレインはリンカーン像を動かして迎え撃つ。
一方、カイルを捜すスタンはリフレクティング・プールでケニーの溺死体を発見する。いつものパターンで「なんてこった、ケニーが殺されちゃった！」と叫ぶと、カイルが「この人でなし！」と呼応したため、この掛け合いを頼りにお互いを見つけ出すことに成功するが、スタンではドームからカイルを救出することができない。
リンカーン像に苦戦するイエスらはモーゼに助言を求め、モーゼは対応策としてジョン・ウィルクス・ブース像の作成を提案する。イエスらは瞬く間にブース像を造り上げ、リンカーン像を倒す。また、この時の衝撃で、カイルのドームが破壊され、カイルも助かる。その後、これ以上の犠牲者を出さないためにジョセフ・スミスがリフレクティング・プールを凍結させ、泳ぐのが苦手で長時間水中で我慢できなかったカートマンも死なずに済んだ。
すべての打つ手を失ったブレインは捨て台詞を吐くと、用意していたロケット艇で逃げ出す。途方に暮れる信者たちを前にスタンは「金銭を要求したり、生活をコントロールしようとする宗教は間違ってる」「宗教にはそれぞれの教義があるが、スーパー・ベスト・フレンズのように認め合い世の中を良くしていこう」とスピーチし、カイルと仲直りする。

## ブレイントロジー
作中に登場するブレイントロジーは架空の宗教団体であるが、DVDコメンタリーでのパーカーの解説によれば、モデルはサイエントロジーである。なお、デビッド・ブレインは実在のマジシャンであるが、当然のことながらサイエントロジーとは何の関係もない。サイエントロジーに関してはその後もしばしばそれを揶揄するネタが挿入されたが、第137話（シーズン9第12話）『クローゼットで捕まえて』（原題：Trapped in the Closet）では、サイエントロジーが実名で登場し、1話全部を使って皮肉られている。

## ムハンマドの登場
ムハンマドの表象が登場するために、2025年現在、『サウスパーク』の公式ウェブサイトにて、この回を見ることは不可能である 。
これ以降、しばしばサウスパークではムハンマドをめぐる検閲問題がネタにされており、どうしても登場せざるをえない時には黒塗りのシルエットで姿を隠すといった表現で登場しているが、この回に限っては中東系の男性という風体でムハンマドが出ていた。